# Неувядаемая партия

Анимация партии (просмотр только в увеличенном виде)

 Неувядаемая партия  (Вечнозелёная партия) — партия в шахматы между Адольфом Андерсеном и его давним соперником Жаном Дюфренем. Эта партия была сыграна в Берлине в 1852 году. Она отличалась блестящим комбинационным стилем и множество раз публиковалась в печати.
В дебюте Андерсен добился позиционного преимущества, затем пожертвовал двух коней, качество и ферзя, объявив мат на 24-м ходу.
Вильгельм Стейниц назвал эту партию «неувядаемой (Immergrün — вечнозелёной) в лавровом венке великих немецких мастеров».

## Нотация с комментариями
Андерсен — Дюфрен
Берлин, 1852
Гамбит Эванса
1.e2-e4 e7-e5
2.Кg1-f3 Кb8-c6
3.Сf1-c4 Сf8-c5
4.b2-b4 Сc5:b4
Гамбит Эванса, популярный в то время дебют, белые жертвуют пешку за атаку.
5.c2-c3 Сb4-a5
6.d2-d4 e5:d4
7.0-0 d4-d3
|   | a | b | c | d | e | f | g | h |   |
| - | --- | --- | --- | --- | --- | --- | --- | --- | - |
| 8 | b8 чёрная ладья · e8 чёрный король · g8 чёрная ладья · a7 чёрная пешка · b7 чёрный слон · c7 чёрная пешка · d7 чёрная пешка · e7 чёрный конь · f7 чёрная пешка · h7 чёрная пешка · b6 чёрный слон · c6 чёрный конь · f6 белая пешка · h5 чёрный ферзь · a4 белый ферзь · a3 белый слон · c3 белая пешка · d3 белый слон · f3 белый конь · a2 белая пешка · f2 белая пешка · g2 белая пешка · h2 белая пешка · a1 белая ладья · e1 белая ладья · g1 белый король | b8 чёрная ладья · e8 чёрный король · g8 чёрная ладья · a7 чёрная пешка · b7 чёрный слон · c7 чёрная пешка · d7 чёрная пешка · e7 чёрный конь · f7 чёрная пешка · h7 чёрная пешка · b6 чёрный слон · c6 чёрный конь · f6 белая пешка · h5 чёрный ферзь · a4 белый ферзь · a3 белый слон · c3 белая пешка · d3 белый слон · f3 белый конь · a2 белая пешка · f2 белая пешка · g2 белая пешка · h2 белая пешка · a1 белая ладья · e1 белая ладья · g1 белый король | b8 чёрная ладья · e8 чёрный король · g8 чёрная ладья · a7 чёрная пешка · b7 чёрный слон · c7 чёрная пешка · d7 чёрная пешка · e7 чёрный конь · f7 чёрная пешка · h7 чёрная пешка · b6 чёрный слон · c6 чёрный конь · f6 белая пешка · h5 чёрный ферзь · a4 белый ферзь · a3 белый слон · c3 белая пешка · d3 белый слон · f3 белый конь · a2 белая пешка · f2 белая пешка · g2 белая пешка · h2 белая пешка · a1 белая ладья · e1 белая ладья · g1 белый король | b8 чёрная ладья · e8 чёрный король · g8 чёрная ладья · a7 чёрная пешка · b7 чёрный слон · c7 чёрная пешка · d7 чёрная пешка · e7 чёрный конь · f7 чёрная пешка · h7 чёрная пешка · b6 чёрный слон · c6 чёрный конь · f6 белая пешка · h5 чёрный ферзь · a4 белый ферзь · a3 белый слон · c3 белая пешка · d3 белый слон · f3 белый конь · a2 белая пешка · f2 белая пешка · g2 белая пешка · h2 белая пешка · a1 белая ладья · e1 белая ладья · g1 белый король | b8 чёрная ладья · e8 чёрный король · g8 чёрная ладья · a7 чёрная пешка · b7 чёрный слон · c7 чёрная пешка · d7 чёрная пешка · e7 чёрный конь · f7 чёрная пешка · h7 чёрная пешка · b6 чёрный слон · c6 чёрный конь · f6 белая пешка · h5 чёрный ферзь · a4 белый ферзь · a3 белый слон · c3 белая пешка · d3 белый слон · f3 белый конь · a2 белая пешка · f2 белая пешка · g2 белая пешка · h2 белая пешка · a1 белая ладья · e1 белая ладья · g1 белый король | b8 чёрная ладья · e8 чёрный король · g8 чёрная ладья · a7 чёрная пешка · b7 чёрный слон · c7 чёрная пешка · d7 чёрная пешка · e7 чёрный конь · f7 чёрная пешка · h7 чёрная пешка · b6 чёрный слон · c6 чёрный конь · f6 белая пешка · h5 чёрный ферзь · a4 белый ферзь · a3 белый слон · c3 белая пешка · d3 белый слон · f3 белый конь · a2 белая пешка · f2 белая пешка · g2 белая пешка · h2 белая пешка · a1 белая ладья · e1 белая ладья · g1 белый король | b8 чёрная ладья · e8 чёрный король · g8 чёрная ладья · a7 чёрная пешка · b7 чёрный слон · c7 чёрная пешка · d7 чёрная пешка · e7 чёрный конь · f7 чёрная пешка · h7 чёрная пешка · b6 чёрный слон · c6 чёрный конь · f6 белая пешка · h5 чёрный ферзь · a4 белый ферзь · a3 белый слон · c3 белая пешка · d3 белый слон · f3 белый конь · a2 белая пешка · f2 белая пешка · g2 белая пешка · h2 белая пешка · a1 белая ладья · e1 белая ладья · g1 белый король | b8 чёрная ладья · e8 чёрный король · g8 чёрная ладья · a7 чёрная пешка · b7 чёрный слон · c7 чёрная пешка · d7 чёрная пешка · e7 чёрный конь · f7 чёрная пешка · h7 чёрная пешка · b6 чёрный слон · c6 чёрный конь · f6 белая пешка · h5 чёрный ферзь · a4 белый ферзь · a3 белый слон · c3 белая пешка · d3 белый слон · f3 белый конь · a2 белая пешка · f2 белая пешка · g2 белая пешка · h2 белая пешка · a1 белая ладья · e1 белая ладья · g1 белый король | 8 |
| 7 | b8 чёрная ладья · e8 чёрный король · g8 чёрная ладья · a7 чёрная пешка · b7 чёрный слон · c7 чёрная пешка · d7 чёрная пешка · e7 чёрный конь · f7 чёрная пешка · h7 чёрная пешка · b6 чёрный слон · c6 чёрный конь · f6 белая пешка · h5 чёрный ферзь · a4 белый ферзь · a3 белый слон · c3 белая пешка · d3 белый слон · f3 белый конь · a2 белая пешка · f2 белая пешка · g2 белая пешка · h2 белая пешка · a1 белая ладья · e1 белая ладья · g1 белый король | b8 чёрная ладья · e8 чёрный король · g8 чёрная ладья · a7 чёрная пешка · b7 чёрный слон · c7 чёрная пешка · d7 чёрная пешка · e7 чёрный конь · f7 чёрная пешка · h7 чёрная пешка · b6 чёрный слон · c6 чёрный конь · f6 белая пешка · h5 чёрный ферзь · a4 белый ферзь · a3 белый слон · c3 белая пешка · d3 белый слон · f3 белый конь · a2 белая пешка · f2 белая пешка · g2 белая пешка · h2 белая пешка · a1 белая ладья · e1 белая ладья · g1 белый король | b8 чёрная ладья · e8 чёрный король · g8 чёрная ладья · a7 чёрная пешка · b7 чёрный слон · c7 чёрная пешка · d7 чёрная пешка · e7 чёрный конь · f7 чёрная пешка · h7 чёрная пешка · b6 чёрный слон · c6 чёрный конь · f6 белая пешка · h5 чёрный ферзь · a4 белый ферзь · a3 белый слон · c3 белая пешка · d3 белый слон · f3 белый конь · a2 белая пешка · f2 белая пешка · g2 белая пешка · h2 белая пешка · a1 белая ладья · e1 белая ладья · g1 белый король | b8 чёрная ладья · e8 чёрный король · g8 чёрная ладья · a7 чёрная пешка · b7 чёрный слон · c7 чёрная пешка · d7 чёрная пешка · e7 чёрный конь · f7 чёрная пешка · h7 чёрная пешка · b6 чёрный слон · c6 чёрный конь · f6 белая пешка · h5 чёрный ферзь · a4 белый ферзь · a3 белый слон · c3 белая пешка · d3 белый слон · f3 белый конь · a2 белая пешка · f2 белая пешка · g2 белая пешка · h2 белая пешка · a1 белая ладья · e1 белая ладья · g1 белый король | b8 чёрная ладья · e8 чёрный король · g8 чёрная ладья · a7 чёрная пешка · b7 чёрный слон · c7 чёрная пешка · d7 чёрная пешка · e7 чёрный конь · f7 чёрная пешка · h7 чёрная пешка · b6 чёрный слон · c6 чёрный конь · f6 белая пешка · h5 чёрный ферзь · a4 белый ферзь · a3 белый слон · c3 белая пешка · d3 белый слон · f3 белый конь · a2 белая пешка · f2 белая пешка · g2 белая пешка · h2 белая пешка · a1 белая ладья · e1 белая ладья · g1 белый король | b8 чёрная ладья · e8 чёрный король · g8 чёрная ладья · a7 чёрная пешка · b7 чёрный слон · c7 чёрная пешка · d7 чёрная пешка · e7 чёрный конь · f7 чёрная пешка · h7 чёрная пешка · b6 чёрный слон · c6 чёрный конь · f6 белая пешка · h5 чёрный ферзь · a4 белый ферзь · a3 белый слон · c3 белая пешка · d3 белый слон · f3 белый конь · a2 белая пешка · f2 белая пешка · g2 белая пешка · h2 белая пешка · a1 белая ладья · e1 белая ладья · g1 белый король | b8 чёрная ладья · e8 чёрный король · g8 чёрная ладья · a7 чёрная пешка · b7 чёрный слон · c7 чёрная пешка · d7 чёрная пешка · e7 чёрный конь · f7 чёрная пешка · h7 чёрная пешка · b6 чёрный слон · c6 чёрный конь · f6 белая пешка · h5 чёрный ферзь · a4 белый ферзь · a3 белый слон · c3 белая пешка · d3 белый слон · f3 белый конь · a2 белая пешка · f2 белая пешка · g2 белая пешка · h2 белая пешка · a1 белая ладья · e1 белая ладья · g1 белый король | b8 чёрная ладья · e8 чёрный король · g8 чёрная ладья · a7 чёрная пешка · b7 чёрный слон · c7 чёрная пешка · d7 чёрная пешка · e7 чёрный конь · f7 чёрная пешка · h7 чёрная пешка · b6 чёрный слон · c6 чёрный конь · f6 белая пешка · h5 чёрный ферзь · a4 белый ферзь · a3 белый слон · c3 белая пешка · d3 белый слон · f3 белый конь · a2 белая пешка · f2 белая пешка · g2 белая пешка · h2 белая пешка · a1 белая ладья · e1 белая ладья · g1 белый король | 7 |
| 6 | b8 чёрная ладья · e8 чёрный король · g8 чёрная ладья · a7 чёрная пешка · b7 чёрный слон · c7 чёрная пешка · d7 чёрная пешка · e7 чёрный конь · f7 чёрная пешка · h7 чёрная пешка · b6 чёрный слон · c6 чёрный конь · f6 белая пешка · h5 чёрный ферзь · a4 белый ферзь · a3 белый слон · c3 белая пешка · d3 белый слон · f3 белый конь · a2 белая пешка · f2 белая пешка · g2 белая пешка · h2 белая пешка · a1 белая ладья · e1 белая ладья · g1 белый король | b8 чёрная ладья · e8 чёрный король · g8 чёрная ладья · a7 чёрная пешка · b7 чёрный слон · c7 чёрная пешка · d7 чёрная пешка · e7 чёрный конь · f7 чёрная пешка · h7 чёрная пешка · b6 чёрный слон · c6 чёрный конь · f6 белая пешка · h5 чёрный ферзь · a4 белый ферзь · a3 белый слон · c3 белая пешка · d3 белый слон · f3 белый конь · a2 белая пешка · f2 белая пешка · g2 белая пешка · h2 белая пешка · a1 белая ладья · e1 белая ладья · g1 белый король | b8 чёрная ладья · e8 чёрный король · g8 чёрная ладья · a7 чёрная пешка · b7 чёрный слон · c7 чёрная пешка · d7 чёрная пешка · e7 чёрный конь · f7 чёрная пешка · h7 чёрная пешка · b6 чёрный слон · c6 чёрный конь · f6 белая пешка · h5 чёрный ферзь · a4 белый ферзь · a3 белый слон · c3 белая пешка · d3 белый слон · f3 белый конь · a2 белая пешка · f2 белая пешка · g2 белая пешка · h2 белая пешка · a1 белая ладья · e1 белая ладья · g1 белый король | b8 чёрная ладья · e8 чёрный король · g8 чёрная ладья · a7 чёрная пешка · b7 чёрный слон · c7 чёрная пешка · d7 чёрная пешка · e7 чёрный конь · f7 чёрная пешка · h7 чёрная пешка · b6 чёрный слон · c6 чёрный конь · f6 белая пешка · h5 чёрный ферзь · a4 белый ферзь · a3 белый слон · c3 белая пешка · d3 белый слон · f3 белый конь · a2 белая пешка · f2 белая пешка · g2 белая пешка · h2 белая пешка · a1 белая ладья · e1 белая ладья · g1 белый король | b8 чёрная ладья · e8 чёрный король · g8 чёрная ладья · a7 чёрная пешка · b7 чёрный слон · c7 чёрная пешка · d7 чёрная пешка · e7 чёрный конь · f7 чёрная пешка · h7 чёрная пешка · b6 чёрный слон · c6 чёрный конь · f6 белая пешка · h5 чёрный ферзь · a4 белый ферзь · a3 белый слон · c3 белая пешка · d3 белый слон · f3 белый конь · a2 белая пешка · f2 белая пешка · g2 белая пешка · h2 белая пешка · a1 белая ладья · e1 белая ладья · g1 белый король | b8 чёрная ладья · e8 чёрный король · g8 чёрная ладья · a7 чёрная пешка · b7 чёрный слон · c7 чёрная пешка · d7 чёрная пешка · e7 чёрный конь · f7 чёрная пешка · h7 чёрная пешка · b6 чёрный слон · c6 чёрный конь · f6 белая пешка · h5 чёрный ферзь · a4 белый ферзь · a3 белый слон · c3 белая пешка · d3 белый слон · f3 белый конь · a2 белая пешка · f2 белая пешка · g2 белая пешка · h2 белая пешка · a1 белая ладья · e1 белая ладья · g1 белый король | b8 чёрная ладья · e8 чёрный король · g8 чёрная ладья · a7 чёрная пешка · b7 чёрный слон · c7 чёрная пешка · d7 чёрная пешка · e7 чёрный конь · f7 чёрная пешка · h7 чёрная пешка · b6 чёрный слон · c6 чёрный конь · f6 белая пешка · h5 чёрный ферзь · a4 белый ферзь · a3 белый слон · c3 белая пешка · d3 белый слон · f3 белый конь · a2 белая пешка · f2 белая пешка · g2 белая пешка · h2 белая пешка · a1 белая ладья · e1 белая ладья · g1 белый король | b8 чёрная ладья · e8 чёрный король · g8 чёрная ладья · a7 чёрная пешка · b7 чёрный слон · c7 чёрная пешка · d7 чёрная пешка · e7 чёрный конь · f7 чёрная пешка · h7 чёрная пешка · b6 чёрный слон · c6 чёрный конь · f6 белая пешка · h5 чёрный ферзь · a4 белый ферзь · a3 белый слон · c3 белая пешка · d3 белый слон · f3 белый конь · a2 белая пешка · f2 белая пешка · g2 белая пешка · h2 белая пешка · a1 белая ладья · e1 белая ладья · g1 белый король | 6 |
| 5 | b8 чёрная ладья · e8 чёрный король · g8 чёрная ладья · a7 чёрная пешка · b7 чёрный слон · c7 чёрная пешка · d7 чёрная пешка · e7 чёрный конь · f7 чёрная пешка · h7 чёрная пешка · b6 чёрный слон · c6 чёрный конь · f6 белая пешка · h5 чёрный ферзь · a4 белый ферзь · a3 белый слон · c3 белая пешка · d3 белый слон · f3 белый конь · a2 белая пешка · f2 белая пешка · g2 белая пешка · h2 белая пешка · a1 белая ладья · e1 белая ладья · g1 белый король | b8 чёрная ладья · e8 чёрный король · g8 чёрная ладья · a7 чёрная пешка · b7 чёрный слон · c7 чёрная пешка · d7 чёрная пешка · e7 чёрный конь · f7 чёрная пешка · h7 чёрная пешка · b6 чёрный слон · c6 чёрный конь · f6 белая пешка · h5 чёрный ферзь · a4 белый ферзь · a3 белый слон · c3 белая пешка · d3 белый слон · f3 белый конь · a2 белая пешка · f2 белая пешка · g2 белая пешка · h2 белая пешка · a1 белая ладья · e1 белая ладья · g1 белый король | b8 чёрная ладья · e8 чёрный король · g8 чёрная ладья · a7 чёрная пешка · b7 чёрный слон · c7 чёрная пешка · d7 чёрная пешка · e7 чёрный конь · f7 чёрная пешка · h7 чёрная пешка · b6 чёрный слон · c6 чёрный конь · f6 белая пешка · h5 чёрный ферзь · a4 белый ферзь · a3 белый слон · c3 белая пешка · d3 белый слон · f3 белый конь · a2 белая пешка · f2 белая пешка · g2 белая пешка · h2 белая пешка · a1 белая ладья · e1 белая ладья · g1 белый король | b8 чёрная ладья · e8 чёрный король · g8 чёрная ладья · a7 чёрная пешка · b7 чёрный слон · c7 чёрная пешка · d7 чёрная пешка · e7 чёрный конь · f7 чёрная пешка · h7 чёрная пешка · b6 чёрный слон · c6 чёрный конь · f6 белая пешка · h5 чёрный ферзь · a4 белый ферзь · a3 белый слон · c3 белая пешка · d3 белый слон · f3 белый конь · a2 белая пешка · f2 белая пешка · g2 белая пешка · h2 белая пешка · a1 белая ладья · e1 белая ладья · g1 белый король | b8 чёрная ладья · e8 чёрный король · g8 чёрная ладья · a7 чёрная пешка · b7 чёрный слон · c7 чёрная пешка · d7 чёрная пешка · e7 чёрный конь · f7 чёрная пешка · h7 чёрная пешка · b6 чёрный слон · c6 чёрный конь · f6 белая пешка · h5 чёрный ферзь · a4 белый ферзь · a3 белый слон · c3 белая пешка · d3 белый слон · f3 белый конь · a2 белая пешка · f2 белая пешка · g2 белая пешка · h2 белая пешка · a1 белая ладья · e1 белая ладья · g1 белый король | b8 чёрная ладья · e8 чёрный король · g8 чёрная ладья · a7 чёрная пешка · b7 чёрный слон · c7 чёрная пешка · d7 чёрная пешка · e7 чёрный конь · f7 чёрная пешка · h7 чёрная пешка · b6 чёрный слон · c6 чёрный конь · f6 белая пешка · h5 чёрный ферзь · a4 белый ферзь · a3 белый слон · c3 белая пешка · d3 белый слон · f3 белый конь · a2 белая пешка · f2 белая пешка · g2 белая пешка · h2 белая пешка · a1 белая ладья · e1 белая ладья · g1 белый король | b8 чёрная ладья · e8 чёрный король · g8 чёрная ладья · a7 чёрная пешка · b7 чёрный слон · c7 чёрная пешка · d7 чёрная пешка · e7 чёрный конь · f7 чёрная пешка · h7 чёрная пешка · b6 чёрный слон · c6 чёрный конь · f6 белая пешка · h5 чёрный ферзь · a4 белый ферзь · a3 белый слон · c3 белая пешка · d3 белый слон · f3 белый конь · a2 белая пешка · f2 белая пешка · g2 белая пешка · h2 белая пешка · a1 белая ладья · e1 белая ладья · g1 белый король | b8 чёрная ладья · e8 чёрный король · g8 чёрная ладья · a7 чёрная пешка · b7 чёрный слон · c7 чёрная пешка · d7 чёрная пешка · e7 чёрный конь · f7 чёрная пешка · h7 чёрная пешка · b6 чёрный слон · c6 чёрный конь · f6 белая пешка · h5 чёрный ферзь · a4 белый ферзь · a3 белый слон · c3 белая пешка · d3 белый слон · f3 белый конь · a2 белая пешка · f2 белая пешка · g2 белая пешка · h2 белая пешка · a1 белая ладья · e1 белая ладья · g1 белый король | 5 |
| 4 | b8 чёрная ладья · e8 чёрный король · g8 чёрная ладья · a7 чёрная пешка · b7 чёрный слон · c7 чёрная пешка · d7 чёрная пешка · e7 чёрный конь · f7 чёрная пешка · h7 чёрная пешка · b6 чёрный слон · c6 чёрный конь · f6 белая пешка · h5 чёрный ферзь · a4 белый ферзь · a3 белый слон · c3 белая пешка · d3 белый слон · f3 белый конь · a2 белая пешка · f2 белая пешка · g2 белая пешка · h2 белая пешка · a1 белая ладья · e1 белая ладья · g1 белый король | b8 чёрная ладья · e8 чёрный король · g8 чёрная ладья · a7 чёрная пешка · b7 чёрный слон · c7 чёрная пешка · d7 чёрная пешка · e7 чёрный конь · f7 чёрная пешка · h7 чёрная пешка · b6 чёрный слон · c6 чёрный конь · f6 белая пешка · h5 чёрный ферзь · a4 белый ферзь · a3 белый слон · c3 белая пешка · d3 белый слон · f3 белый конь · a2 белая пешка · f2 белая пешка · g2 белая пешка · h2 белая пешка · a1 белая ладья · e1 белая ладья · g1 белый король | b8 чёрная ладья · e8 чёрный король · g8 чёрная ладья · a7 чёрная пешка · b7 чёрный слон · c7 чёрная пешка · d7 чёрная пешка · e7 чёрный конь · f7 чёрная пешка · h7 чёрная пешка · b6 чёрный слон · c6 чёрный конь · f6 белая пешка · h5 чёрный ферзь · a4 белый ферзь · a3 белый слон · c3 белая пешка · d3 белый слон · f3 белый конь · a2 белая пешка · f2 белая пешка · g2 белая пешка · h2 белая пешка · a1 белая ладья · e1 белая ладья · g1 белый король | b8 чёрная ладья · e8 чёрный король · g8 чёрная ладья · a7 чёрная пешка · b7 чёрный слон · c7 чёрная пешка · d7 чёрная пешка · e7 чёрный конь · f7 чёрная пешка · h7 чёрная пешка · b6 чёрный слон · c6 чёрный конь · f6 белая пешка · h5 чёрный ферзь · a4 белый ферзь · a3 белый слон · c3 белая пешка · d3 белый слон · f3 белый конь · a2 белая пешка · f2 белая пешка · g2 белая пешка · h2 белая пешка · a1 белая ладья · e1 белая ладья · g1 белый король | b8 чёрная ладья · e8 чёрный король · g8 чёрная ладья · a7 чёрная пешка · b7 чёрный слон · c7 чёрная пешка · d7 чёрная пешка · e7 чёрный конь · f7 чёрная пешка · h7 чёрная пешка · b6 чёрный слон · c6 чёрный конь · f6 белая пешка · h5 чёрный ферзь · a4 белый ферзь · a3 белый слон · c3 белая пешка · d3 белый слон · f3 белый конь · a2 белая пешка · f2 белая пешка · g2 белая пешка · h2 белая пешка · a1 белая ладья · e1 белая ладья · g1 белый король | b8 чёрная ладья · e8 чёрный король · g8 чёрная ладья · a7 чёрная пешка · b7 чёрный слон · c7 чёрная пешка · d7 чёрная пешка · e7 чёрный конь · f7 чёрная пешка · h7 чёрная пешка · b6 чёрный слон · c6 чёрный конь · f6 белая пешка · h5 чёрный ферзь · a4 белый ферзь · a3 белый слон · c3 белая пешка · d3 белый слон · f3 белый конь · a2 белая пешка · f2 белая пешка · g2 белая пешка · h2 белая пешка · a1 белая ладья · e1 белая ладья · g1 белый король | b8 чёрная ладья · e8 чёрный король · g8 чёрная ладья · a7 чёрная пешка · b7 чёрный слон · c7 чёрная пешка · d7 чёрная пешка · e7 чёрный конь · f7 чёрная пешка · h7 чёрная пешка · b6 чёрный слон · c6 чёрный конь · f6 белая пешка · h5 чёрный ферзь · a4 белый ферзь · a3 белый слон · c3 белая пешка · d3 белый слон · f3 белый конь · a2 белая пешка · f2 белая пешка · g2 белая пешка · h2 белая пешка · a1 белая ладья · e1 белая ладья · g1 белый король | b8 чёрная ладья · e8 чёрный король · g8 чёрная ладья · a7 чёрная пешка · b7 чёрный слон · c7 чёрная пешка · d7 чёрная пешка · e7 чёрный конь · f7 чёрная пешка · h7 чёрная пешка · b6 чёрный слон · c6 чёрный конь · f6 белая пешка · h5 чёрный ферзь · a4 белый ферзь · a3 белый слон · c3 белая пешка · d3 белый слон · f3 белый конь · a2 белая пешка · f2 белая пешка · g2 белая пешка · h2 белая пешка · a1 белая ладья · e1 белая ладья · g1 белый король | 4 |
| 3 | b8 чёрная ладья · e8 чёрный король · g8 чёрная ладья · a7 чёрная пешка · b7 чёрный слон · c7 чёрная пешка · d7 чёрная пешка · e7 чёрный конь · f7 чёрная пешка · h7 чёрная пешка · b6 чёрный слон · c6 чёрный конь · f6 белая пешка · h5 чёрный ферзь · a4 белый ферзь · a3 белый слон · c3 белая пешка · d3 белый слон · f3 белый конь · a2 белая пешка · f2 белая пешка · g2 белая пешка · h2 белая пешка · a1 белая ладья · e1 белая ладья · g1 белый король | b8 чёрная ладья · e8 чёрный король · g8 чёрная ладья · a7 чёрная пешка · b7 чёрный слон · c7 чёрная пешка · d7 чёрная пешка · e7 чёрный конь · f7 чёрная пешка · h7 чёрная пешка · b6 чёрный слон · c6 чёрный конь · f6 белая пешка · h5 чёрный ферзь · a4 белый ферзь · a3 белый слон · c3 белая пешка · d3 белый слон · f3 белый конь · a2 белая пешка · f2 белая пешка · g2 белая пешка · h2 белая пешка · a1 белая ладья · e1 белая ладья · g1 белый король | b8 чёрная ладья · e8 чёрный король · g8 чёрная ладья · a7 чёрная пешка · b7 чёрный слон · c7 чёрная пешка · d7 чёрная пешка · e7 чёрный конь · f7 чёрная пешка · h7 чёрная пешка · b6 чёрный слон · c6 чёрный конь · f6 белая пешка · h5 чёрный ферзь · a4 белый ферзь · a3 белый слон · c3 белая пешка · d3 белый слон · f3 белый конь · a2 белая пешка · f2 белая пешка · g2 белая пешка · h2 белая пешка · a1 белая ладья · e1 белая ладья · g1 белый король | b8 чёрная ладья · e8 чёрный король · g8 чёрная ладья · a7 чёрная пешка · b7 чёрный слон · c7 чёрная пешка · d7 чёрная пешка · e7 чёрный конь · f7 чёрная пешка · h7 чёрная пешка · b6 чёрный слон · c6 чёрный конь · f6 белая пешка · h5 чёрный ферзь · a4 белый ферзь · a3 белый слон · c3 белая пешка · d3 белый слон · f3 белый конь · a2 белая пешка · f2 белая пешка · g2 белая пешка · h2 белая пешка · a1 белая ладья · e1 белая ладья · g1 белый король | b8 чёрная ладья · e8 чёрный король · g8 чёрная ладья · a7 чёрная пешка · b7 чёрный слон · c7 чёрная пешка · d7 чёрная пешка · e7 чёрный конь · f7 чёрная пешка · h7 чёрная пешка · b6 чёрный слон · c6 чёрный конь · f6 белая пешка · h5 чёрный ферзь · a4 белый ферзь · a3 белый слон · c3 белая пешка · d3 белый слон · f3 белый конь · a2 белая пешка · f2 белая пешка · g2 белая пешка · h2 белая пешка · a1 белая ладья · e1 белая ладья · g1 белый король | b8 чёрная ладья · e8 чёрный король · g8 чёрная ладья · a7 чёрная пешка · b7 чёрный слон · c7 чёрная пешка · d7 чёрная пешка · e7 чёрный конь · f7 чёрная пешка · h7 чёрная пешка · b6 чёрный слон · c6 чёрный конь · f6 белая пешка · h5 чёрный ферзь · a4 белый ферзь · a3 белый слон · c3 белая пешка · d3 белый слон · f3 белый конь · a2 белая пешка · f2 белая пешка · g2 белая пешка · h2 белая пешка · a1 белая ладья · e1 белая ладья · g1 белый король | b8 чёрная ладья · e8 чёрный король · g8 чёрная ладья · a7 чёрная пешка · b7 чёрный слон · c7 чёрная пешка · d7 чёрная пешка · e7 чёрный конь · f7 чёрная пешка · h7 чёрная пешка · b6 чёрный слон · c6 чёрный конь · f6 белая пешка · h5 чёрный ферзь · a4 белый ферзь · a3 белый слон · c3 белая пешка · d3 белый слон · f3 белый конь · a2 белая пешка · f2 белая пешка · g2 белая пешка · h2 белая пешка · a1 белая ладья · e1 белая ладья · g1 белый король | b8 чёрная ладья · e8 чёрный король · g8 чёрная ладья · a7 чёрная пешка · b7 чёрный слон · c7 чёрная пешка · d7 чёрная пешка · e7 чёрный конь · f7 чёрная пешка · h7 чёрная пешка · b6 чёрный слон · c6 чёрный конь · f6 белая пешка · h5 чёрный ферзь · a4 белый ферзь · a3 белый слон · c3 белая пешка · d3 белый слон · f3 белый конь · a2 белая пешка · f2 белая пешка · g2 белая пешка · h2 белая пешка · a1 белая ладья · e1 белая ладья · g1 белый король | 3 |
| 2 | b8 чёрная ладья · e8 чёрный король · g8 чёрная ладья · a7 чёрная пешка · b7 чёрный слон · c7 чёрная пешка · d7 чёрная пешка · e7 чёрный конь · f7 чёрная пешка · h7 чёрная пешка · b6 чёрный слон · c6 чёрный конь · f6 белая пешка · h5 чёрный ферзь · a4 белый ферзь · a3 белый слон · c3 белая пешка · d3 белый слон · f3 белый конь · a2 белая пешка · f2 белая пешка · g2 белая пешка · h2 белая пешка · a1 белая ладья · e1 белая ладья · g1 белый король | b8 чёрная ладья · e8 чёрный король · g8 чёрная ладья · a7 чёрная пешка · b7 чёрный слон · c7 чёрная пешка · d7 чёрная пешка · e7 чёрный конь · f7 чёрная пешка · h7 чёрная пешка · b6 чёрный слон · c6 чёрный конь · f6 белая пешка · h5 чёрный ферзь · a4 белый ферзь · a3 белый слон · c3 белая пешка · d3 белый слон · f3 белый конь · a2 белая пешка · f2 белая пешка · g2 белая пешка · h2 белая пешка · a1 белая ладья · e1 белая ладья · g1 белый король | b8 чёрная ладья · e8 чёрный король · g8 чёрная ладья · a7 чёрная пешка · b7 чёрный слон · c7 чёрная пешка · d7 чёрная пешка · e7 чёрный конь · f7 чёрная пешка · h7 чёрная пешка · b6 чёрный слон · c6 чёрный конь · f6 белая пешка · h5 чёрный ферзь · a4 белый ферзь · a3 белый слон · c3 белая пешка · d3 белый слон · f3 белый конь · a2 белая пешка · f2 белая пешка · g2 белая пешка · h2 белая пешка · a1 белая ладья · e1 белая ладья · g1 белый король | b8 чёрная ладья · e8 чёрный король · g8 чёрная ладья · a7 чёрная пешка · b7 чёрный слон · c7 чёрная пешка · d7 чёрная пешка · e7 чёрный конь · f7 чёрная пешка · h7 чёрная пешка · b6 чёрный слон · c6 чёрный конь · f6 белая пешка · h5 чёрный ферзь · a4 белый ферзь · a3 белый слон · c3 белая пешка · d3 белый слон · f3 белый конь · a2 белая пешка · f2 белая пешка · g2 белая пешка · h2 белая пешка · a1 белая ладья · e1 белая ладья · g1 белый король | b8 чёрная ладья · e8 чёрный король · g8 чёрная ладья · a7 чёрная пешка · b7 чёрный слон · c7 чёрная пешка · d7 чёрная пешка · e7 чёрный конь · f7 чёрная пешка · h7 чёрная пешка · b6 чёрный слон · c6 чёрный конь · f6 белая пешка · h5 чёрный ферзь · a4 белый ферзь · a3 белый слон · c3 белая пешка · d3 белый слон · f3 белый конь · a2 белая пешка · f2 белая пешка · g2 белая пешка · h2 белая пешка · a1 белая ладья · e1 белая ладья · g1 белый король | b8 чёрная ладья · e8 чёрный король · g8 чёрная ладья · a7 чёрная пешка · b7 чёрный слон · c7 чёрная пешка · d7 чёрная пешка · e7 чёрный конь · f7 чёрная пешка · h7 чёрная пешка · b6 чёрный слон · c6 чёрный конь · f6 белая пешка · h5 чёрный ферзь · a4 белый ферзь · a3 белый слон · c3 белая пешка · d3 белый слон · f3 белый конь · a2 белая пешка · f2 белая пешка · g2 белая пешка · h2 белая пешка · a1 белая ладья · e1 белая ладья · g1 белый король | b8 чёрная ладья · e8 чёрный король · g8 чёрная ладья · a7 чёрная пешка · b7 чёрный слон · c7 чёрная пешка · d7 чёрная пешка · e7 чёрный конь · f7 чёрная пешка · h7 чёрная пешка · b6 чёрный слон · c6 чёрный конь · f6 белая пешка · h5 чёрный ферзь · a4 белый ферзь · a3 белый слон · c3 белая пешка · d3 белый слон · f3 белый конь · a2 белая пешка · f2 белая пешка · g2 белая пешка · h2 белая пешка · a1 белая ладья · e1 белая ладья · g1 белый король | b8 чёрная ладья · e8 чёрный король · g8 чёрная ладья · a7 чёрная пешка · b7 чёрный слон · c7 чёрная пешка · d7 чёрная пешка · e7 чёрный конь · f7 чёрная пешка · h7 чёрная пешка · b6 чёрный слон · c6 чёрный конь · f6 белая пешка · h5 чёрный ферзь · a4 белый ферзь · a3 белый слон · c3 белая пешка · d3 белый слон · f3 белый конь · a2 белая пешка · f2 белая пешка · g2 белая пешка · h2 белая пешка · a1 белая ладья · e1 белая ладья · g1 белый король | 2 |
| 1 | b8 чёрная ладья · e8 чёрный король · g8 чёрная ладья · a7 чёрная пешка · b7 чёрный слон · c7 чёрная пешка · d7 чёрная пешка · e7 чёрный конь · f7 чёрная пешка · h7 чёрная пешка · b6 чёрный слон · c6 чёрный конь · f6 белая пешка · h5 чёрный ферзь · a4 белый ферзь · a3 белый слон · c3 белая пешка · d3 белый слон · f3 белый конь · a2 белая пешка · f2 белая пешка · g2 белая пешка · h2 белая пешка · a1 белая ладья · e1 белая ладья · g1 белый король | b8 чёрная ладья · e8 чёрный король · g8 чёрная ладья · a7 чёрная пешка · b7 чёрный слон · c7 чёрная пешка · d7 чёрная пешка · e7 чёрный конь · f7 чёрная пешка · h7 чёрная пешка · b6 чёрный слон · c6 чёрный конь · f6 белая пешка · h5 чёрный ферзь · a4 белый ферзь · a3 белый слон · c3 белая пешка · d3 белый слон · f3 белый конь · a2 белая пешка · f2 белая пешка · g2 белая пешка · h2 белая пешка · a1 белая ладья · e1 белая ладья · g1 белый король | b8 чёрная ладья · e8 чёрный король · g8 чёрная ладья · a7 чёрная пешка · b7 чёрный слон · c7 чёрная пешка · d7 чёрная пешка · e7 чёрный конь · f7 чёрная пешка · h7 чёрная пешка · b6 чёрный слон · c6 чёрный конь · f6 белая пешка · h5 чёрный ферзь · a4 белый ферзь · a3 белый слон · c3 белая пешка · d3 белый слон · f3 белый конь · a2 белая пешка · f2 белая пешка · g2 белая пешка · h2 белая пешка · a1 белая ладья · e1 белая ладья · g1 белый король | b8 чёрная ладья · e8 чёрный король · g8 чёрная ладья · a7 чёрная пешка · b7 чёрный слон · c7 чёрная пешка · d7 чёрная пешка · e7 чёрный конь · f7 чёрная пешка · h7 чёрная пешка · b6 чёрный слон · c6 чёрный конь · f6 белая пешка · h5 чёрный ферзь · a4 белый ферзь · a3 белый слон · c3 белая пешка · d3 белый слон · f3 белый конь · a2 белая пешка · f2 белая пешка · g2 белая пешка · h2 белая пешка · a1 белая ладья · e1 белая ладья · g1 белый король | b8 чёрная ладья · e8 чёрный король · g8 чёрная ладья · a7 чёрная пешка · b7 чёрный слон · c7 чёрная пешка · d7 чёрная пешка · e7 чёрный конь · f7 чёрная пешка · h7 чёрная пешка · b6 чёрный слон · c6 чёрный конь · f6 белая пешка · h5 чёрный ферзь · a4 белый ферзь · a3 белый слон · c3 белая пешка · d3 белый слон · f3 белый конь · a2 белая пешка · f2 белая пешка · g2 белая пешка · h2 белая пешка · a1 белая ладья · e1 белая ладья · g1 белый король | b8 чёрная ладья · e8 чёрный король · g8 чёрная ладья · a7 чёрная пешка · b7 чёрный слон · c7 чёрная пешка · d7 чёрная пешка · e7 чёрный конь · f7 чёрная пешка · h7 чёрная пешка · b6 чёрный слон · c6 чёрный конь · f6 белая пешка · h5 чёрный ферзь · a4 белый ферзь · a3 белый слон · c3 белая пешка · d3 белый слон · f3 белый конь · a2 белая пешка · f2 белая пешка · g2 белая пешка · h2 белая пешка · a1 белая ладья · e1 белая ладья · g1 белый король | b8 чёрная ладья · e8 чёрный король · g8 чёрная ладья · a7 чёрная пешка · b7 чёрный слон · c7 чёрная пешка · d7 чёрная пешка · e7 чёрный конь · f7 чёрная пешка · h7 чёрная пешка · b6 чёрный слон · c6 чёрный конь · f6 белая пешка · h5 чёрный ферзь · a4 белый ферзь · a3 белый слон · c3 белая пешка · d3 белый слон · f3 белый конь · a2 белая пешка · f2 белая пешка · g2 белая пешка · h2 белая пешка · a1 белая ладья · e1 белая ладья · g1 белый король | b8 чёрная ладья · e8 чёрный король · g8 чёрная ладья · a7 чёрная пешка · b7 чёрный слон · c7 чёрная пешка · d7 чёрная пешка · e7 чёрный конь · f7 чёрная пешка · h7 чёрная пешка · b6 чёрный слон · c6 чёрный конь · f6 белая пешка · h5 чёрный ферзь · a4 белый ферзь · a3 белый слон · c3 белая пешка · d3 белый слон · f3 белый конь · a2 белая пешка · f2 белая пешка · g2 белая пешка · h2 белая пешка · a1 белая ладья · e1 белая ладья · g1 белый король | 1 |
|   | a | b | c | d | e | f | g | h |   |

Чёрные не берут пешку c3, чтобы не способствовать развитию белого коня на это поле и уводят пешку с поля d4, чтобы предотвратить формирования сильного центра белых в случае c3:d4.
8.Фd1-b3 Фd8-f6
9.e4-e5 Фf6-g6
10.Лf1-e1 Кg8-e7
11.Сc1-a3 b7-b5
Чёрные в свою очередь жертвуют пешку, чтобы форсировать развитие своего ферзевого фланга.
12.Фb3:b5 Лa8-b8
13.Фb5-a4 Сa5-b6
14.Кb1-d2 Сc8-b7
15.Кd2-e4 Фg6-f5
16.Сc4:d3 Фf5-h5
Следующим ходом белые жертвуют фигуру. Сильно было бы и 17. Кe4-g3. Но своим следующим ходом Андерсен начинает задуманную комбинацию.
17.Кe4-f6+ g7:f6
18.e5:f6 Лh8-g8
Следующий ход Андерсена выглядит как грубая ошибка, так как ходом Ф:f3, из-за связки по линии g, чёрные забирают коня и угрожают матом в один ход на g2.
19.Лa1-d1 Фh5:f3
|   | a | b | c | d | e | f | g | h |   |
| - | --- | --- | --- | --- | --- | --- | --- | --- | - |
| 8 | b8 чёрная ладья · f8 чёрный король · g8 чёрная ладья · a7 чёрная пешка · b7 чёрный слон · c7 чёрная пешка · d7 белый слон · e7 белый слон · f7 чёрная пешка · h7 чёрная пешка · b6 чёрный слон · f6 белая пешка · c3 белая пешка · f3 чёрный ферзь · a2 белая пешка · f2 белая пешка · g2 белая пешка · h2 белая пешка · d1 белая ладья · g1 белый король | b8 чёрная ладья · f8 чёрный король · g8 чёрная ладья · a7 чёрная пешка · b7 чёрный слон · c7 чёрная пешка · d7 белый слон · e7 белый слон · f7 чёрная пешка · h7 чёрная пешка · b6 чёрный слон · f6 белая пешка · c3 белая пешка · f3 чёрный ферзь · a2 белая пешка · f2 белая пешка · g2 белая пешка · h2 белая пешка · d1 белая ладья · g1 белый король | b8 чёрная ладья · f8 чёрный король · g8 чёрная ладья · a7 чёрная пешка · b7 чёрный слон · c7 чёрная пешка · d7 белый слон · e7 белый слон · f7 чёрная пешка · h7 чёрная пешка · b6 чёрный слон · f6 белая пешка · c3 белая пешка · f3 чёрный ферзь · a2 белая пешка · f2 белая пешка · g2 белая пешка · h2 белая пешка · d1 белая ладья · g1 белый король | b8 чёрная ладья · f8 чёрный король · g8 чёрная ладья · a7 чёрная пешка · b7 чёрный слон · c7 чёрная пешка · d7 белый слон · e7 белый слон · f7 чёрная пешка · h7 чёрная пешка · b6 чёрный слон · f6 белая пешка · c3 белая пешка · f3 чёрный ферзь · a2 белая пешка · f2 белая пешка · g2 белая пешка · h2 белая пешка · d1 белая ладья · g1 белый король | b8 чёрная ладья · f8 чёрный король · g8 чёрная ладья · a7 чёрная пешка · b7 чёрный слон · c7 чёрная пешка · d7 белый слон · e7 белый слон · f7 чёрная пешка · h7 чёрная пешка · b6 чёрный слон · f6 белая пешка · c3 белая пешка · f3 чёрный ферзь · a2 белая пешка · f2 белая пешка · g2 белая пешка · h2 белая пешка · d1 белая ладья · g1 белый король | b8 чёрная ладья · f8 чёрный король · g8 чёрная ладья · a7 чёрная пешка · b7 чёрный слон · c7 чёрная пешка · d7 белый слон · e7 белый слон · f7 чёрная пешка · h7 чёрная пешка · b6 чёрный слон · f6 белая пешка · c3 белая пешка · f3 чёрный ферзь · a2 белая пешка · f2 белая пешка · g2 белая пешка · h2 белая пешка · d1 белая ладья · g1 белый король | b8 чёрная ладья · f8 чёрный король · g8 чёрная ладья · a7 чёрная пешка · b7 чёрный слон · c7 чёрная пешка · d7 белый слон · e7 белый слон · f7 чёрная пешка · h7 чёрная пешка · b6 чёрный слон · f6 белая пешка · c3 белая пешка · f3 чёрный ферзь · a2 белая пешка · f2 белая пешка · g2 белая пешка · h2 белая пешка · d1 белая ладья · g1 белый король | b8 чёрная ладья · f8 чёрный король · g8 чёрная ладья · a7 чёрная пешка · b7 чёрный слон · c7 чёрная пешка · d7 белый слон · e7 белый слон · f7 чёрная пешка · h7 чёрная пешка · b6 чёрный слон · f6 белая пешка · c3 белая пешка · f3 чёрный ферзь · a2 белая пешка · f2 белая пешка · g2 белая пешка · h2 белая пешка · d1 белая ладья · g1 белый король | 8 |
| 7 | b8 чёрная ладья · f8 чёрный король · g8 чёрная ладья · a7 чёрная пешка · b7 чёрный слон · c7 чёрная пешка · d7 белый слон · e7 белый слон · f7 чёрная пешка · h7 чёрная пешка · b6 чёрный слон · f6 белая пешка · c3 белая пешка · f3 чёрный ферзь · a2 белая пешка · f2 белая пешка · g2 белая пешка · h2 белая пешка · d1 белая ладья · g1 белый король | b8 чёрная ладья · f8 чёрный король · g8 чёрная ладья · a7 чёрная пешка · b7 чёрный слон · c7 чёрная пешка · d7 белый слон · e7 белый слон · f7 чёрная пешка · h7 чёрная пешка · b6 чёрный слон · f6 белая пешка · c3 белая пешка · f3 чёрный ферзь · a2 белая пешка · f2 белая пешка · g2 белая пешка · h2 белая пешка · d1 белая ладья · g1 белый король | b8 чёрная ладья · f8 чёрный король · g8 чёрная ладья · a7 чёрная пешка · b7 чёрный слон · c7 чёрная пешка · d7 белый слон · e7 белый слон · f7 чёрная пешка · h7 чёрная пешка · b6 чёрный слон · f6 белая пешка · c3 белая пешка · f3 чёрный ферзь · a2 белая пешка · f2 белая пешка · g2 белая пешка · h2 белая пешка · d1 белая ладья · g1 белый король | b8 чёрная ладья · f8 чёрный король · g8 чёрная ладья · a7 чёрная пешка · b7 чёрный слон · c7 чёрная пешка · d7 белый слон · e7 белый слон · f7 чёрная пешка · h7 чёрная пешка · b6 чёрный слон · f6 белая пешка · c3 белая пешка · f3 чёрный ферзь · a2 белая пешка · f2 белая пешка · g2 белая пешка · h2 белая пешка · d1 белая ладья · g1 белый король | b8 чёрная ладья · f8 чёрный король · g8 чёрная ладья · a7 чёрная пешка · b7 чёрный слон · c7 чёрная пешка · d7 белый слон · e7 белый слон · f7 чёрная пешка · h7 чёрная пешка · b6 чёрный слон · f6 белая пешка · c3 белая пешка · f3 чёрный ферзь · a2 белая пешка · f2 белая пешка · g2 белая пешка · h2 белая пешка · d1 белая ладья · g1 белый король | b8 чёрная ладья · f8 чёрный король · g8 чёрная ладья · a7 чёрная пешка · b7 чёрный слон · c7 чёрная пешка · d7 белый слон · e7 белый слон · f7 чёрная пешка · h7 чёрная пешка · b6 чёрный слон · f6 белая пешка · c3 белая пешка · f3 чёрный ферзь · a2 белая пешка · f2 белая пешка · g2 белая пешка · h2 белая пешка · d1 белая ладья · g1 белый король | b8 чёрная ладья · f8 чёрный король · g8 чёрная ладья · a7 чёрная пешка · b7 чёрный слон · c7 чёрная пешка · d7 белый слон · e7 белый слон · f7 чёрная пешка · h7 чёрная пешка · b6 чёрный слон · f6 белая пешка · c3 белая пешка · f3 чёрный ферзь · a2 белая пешка · f2 белая пешка · g2 белая пешка · h2 белая пешка · d1 белая ладья · g1 белый король | b8 чёрная ладья · f8 чёрный король · g8 чёрная ладья · a7 чёрная пешка · b7 чёрный слон · c7 чёрная пешка · d7 белый слон · e7 белый слон · f7 чёрная пешка · h7 чёрная пешка · b6 чёрный слон · f6 белая пешка · c3 белая пешка · f3 чёрный ферзь · a2 белая пешка · f2 белая пешка · g2 белая пешка · h2 белая пешка · d1 белая ладья · g1 белый король | 7 |
| 6 | b8 чёрная ладья · f8 чёрный король · g8 чёрная ладья · a7 чёрная пешка · b7 чёрный слон · c7 чёрная пешка · d7 белый слон · e7 белый слон · f7 чёрная пешка · h7 чёрная пешка · b6 чёрный слон · f6 белая пешка · c3 белая пешка · f3 чёрный ферзь · a2 белая пешка · f2 белая пешка · g2 белая пешка · h2 белая пешка · d1 белая ладья · g1 белый король | b8 чёрная ладья · f8 чёрный король · g8 чёрная ладья · a7 чёрная пешка · b7 чёрный слон · c7 чёрная пешка · d7 белый слон · e7 белый слон · f7 чёрная пешка · h7 чёрная пешка · b6 чёрный слон · f6 белая пешка · c3 белая пешка · f3 чёрный ферзь · a2 белая пешка · f2 белая пешка · g2 белая пешка · h2 белая пешка · d1 белая ладья · g1 белый король | b8 чёрная ладья · f8 чёрный король · g8 чёрная ладья · a7 чёрная пешка · b7 чёрный слон · c7 чёрная пешка · d7 белый слон · e7 белый слон · f7 чёрная пешка · h7 чёрная пешка · b6 чёрный слон · f6 белая пешка · c3 белая пешка · f3 чёрный ферзь · a2 белая пешка · f2 белая пешка · g2 белая пешка · h2 белая пешка · d1 белая ладья · g1 белый король | b8 чёрная ладья · f8 чёрный король · g8 чёрная ладья · a7 чёрная пешка · b7 чёрный слон · c7 чёрная пешка · d7 белый слон · e7 белый слон · f7 чёрная пешка · h7 чёрная пешка · b6 чёрный слон · f6 белая пешка · c3 белая пешка · f3 чёрный ферзь · a2 белая пешка · f2 белая пешка · g2 белая пешка · h2 белая пешка · d1 белая ладья · g1 белый король | b8 чёрная ладья · f8 чёрный король · g8 чёрная ладья · a7 чёрная пешка · b7 чёрный слон · c7 чёрная пешка · d7 белый слон · e7 белый слон · f7 чёрная пешка · h7 чёрная пешка · b6 чёрный слон · f6 белая пешка · c3 белая пешка · f3 чёрный ферзь · a2 белая пешка · f2 белая пешка · g2 белая пешка · h2 белая пешка · d1 белая ладья · g1 белый король | b8 чёрная ладья · f8 чёрный король · g8 чёрная ладья · a7 чёрная пешка · b7 чёрный слон · c7 чёрная пешка · d7 белый слон · e7 белый слон · f7 чёрная пешка · h7 чёрная пешка · b6 чёрный слон · f6 белая пешка · c3 белая пешка · f3 чёрный ферзь · a2 белая пешка · f2 белая пешка · g2 белая пешка · h2 белая пешка · d1 белая ладья · g1 белый король | b8 чёрная ладья · f8 чёрный король · g8 чёрная ладья · a7 чёрная пешка · b7 чёрный слон · c7 чёрная пешка · d7 белый слон · e7 белый слон · f7 чёрная пешка · h7 чёрная пешка · b6 чёрный слон · f6 белая пешка · c3 белая пешка · f3 чёрный ферзь · a2 белая пешка · f2 белая пешка · g2 белая пешка · h2 белая пешка · d1 белая ладья · g1 белый король | b8 чёрная ладья · f8 чёрный король · g8 чёрная ладья · a7 чёрная пешка · b7 чёрный слон · c7 чёрная пешка · d7 белый слон · e7 белый слон · f7 чёрная пешка · h7 чёрная пешка · b6 чёрный слон · f6 белая пешка · c3 белая пешка · f3 чёрный ферзь · a2 белая пешка · f2 белая пешка · g2 белая пешка · h2 белая пешка · d1 белая ладья · g1 белый король | 6 |
| 5 | b8 чёрная ладья · f8 чёрный король · g8 чёрная ладья · a7 чёрная пешка · b7 чёрный слон · c7 чёрная пешка · d7 белый слон · e7 белый слон · f7 чёрная пешка · h7 чёрная пешка · b6 чёрный слон · f6 белая пешка · c3 белая пешка · f3 чёрный ферзь · a2 белая пешка · f2 белая пешка · g2 белая пешка · h2 белая пешка · d1 белая ладья · g1 белый король | b8 чёрная ладья · f8 чёрный король · g8 чёрная ладья · a7 чёрная пешка · b7 чёрный слон · c7 чёрная пешка · d7 белый слон · e7 белый слон · f7 чёрная пешка · h7 чёрная пешка · b6 чёрный слон · f6 белая пешка · c3 белая пешка · f3 чёрный ферзь · a2 белая пешка · f2 белая пешка · g2 белая пешка · h2 белая пешка · d1 белая ладья · g1 белый король | b8 чёрная ладья · f8 чёрный король · g8 чёрная ладья · a7 чёрная пешка · b7 чёрный слон · c7 чёрная пешка · d7 белый слон · e7 белый слон · f7 чёрная пешка · h7 чёрная пешка · b6 чёрный слон · f6 белая пешка · c3 белая пешка · f3 чёрный ферзь · a2 белая пешка · f2 белая пешка · g2 белая пешка · h2 белая пешка · d1 белая ладья · g1 белый король | b8 чёрная ладья · f8 чёрный король · g8 чёрная ладья · a7 чёрная пешка · b7 чёрный слон · c7 чёрная пешка · d7 белый слон · e7 белый слон · f7 чёрная пешка · h7 чёрная пешка · b6 чёрный слон · f6 белая пешка · c3 белая пешка · f3 чёрный ферзь · a2 белая пешка · f2 белая пешка · g2 белая пешка · h2 белая пешка · d1 белая ладья · g1 белый король | b8 чёрная ладья · f8 чёрный король · g8 чёрная ладья · a7 чёрная пешка · b7 чёрный слон · c7 чёрная пешка · d7 белый слон · e7 белый слон · f7 чёрная пешка · h7 чёрная пешка · b6 чёрный слон · f6 белая пешка · c3 белая пешка · f3 чёрный ферзь · a2 белая пешка · f2 белая пешка · g2 белая пешка · h2 белая пешка · d1 белая ладья · g1 белый король | b8 чёрная ладья · f8 чёрный король · g8 чёрная ладья · a7 чёрная пешка · b7 чёрный слон · c7 чёрная пешка · d7 белый слон · e7 белый слон · f7 чёрная пешка · h7 чёрная пешка · b6 чёрный слон · f6 белая пешка · c3 белая пешка · f3 чёрный ферзь · a2 белая пешка · f2 белая пешка · g2 белая пешка · h2 белая пешка · d1 белая ладья · g1 белый король | b8 чёрная ладья · f8 чёрный король · g8 чёрная ладья · a7 чёрная пешка · b7 чёрный слон · c7 чёрная пешка · d7 белый слон · e7 белый слон · f7 чёрная пешка · h7 чёрная пешка · b6 чёрный слон · f6 белая пешка · c3 белая пешка · f3 чёрный ферзь · a2 белая пешка · f2 белая пешка · g2 белая пешка · h2 белая пешка · d1 белая ладья · g1 белый король | b8 чёрная ладья · f8 чёрный король · g8 чёрная ладья · a7 чёрная пешка · b7 чёрный слон · c7 чёрная пешка · d7 белый слон · e7 белый слон · f7 чёрная пешка · h7 чёрная пешка · b6 чёрный слон · f6 белая пешка · c3 белая пешка · f3 чёрный ферзь · a2 белая пешка · f2 белая пешка · g2 белая пешка · h2 белая пешка · d1 белая ладья · g1 белый король | 5 |
| 4 | b8 чёрная ладья · f8 чёрный король · g8 чёрная ладья · a7 чёрная пешка · b7 чёрный слон · c7 чёрная пешка · d7 белый слон · e7 белый слон · f7 чёрная пешка · h7 чёрная пешка · b6 чёрный слон · f6 белая пешка · c3 белая пешка · f3 чёрный ферзь · a2 белая пешка · f2 белая пешка · g2 белая пешка · h2 белая пешка · d1 белая ладья · g1 белый король | b8 чёрная ладья · f8 чёрный король · g8 чёрная ладья · a7 чёрная пешка · b7 чёрный слон · c7 чёрная пешка · d7 белый слон · e7 белый слон · f7 чёрная пешка · h7 чёрная пешка · b6 чёрный слон · f6 белая пешка · c3 белая пешка · f3 чёрный ферзь · a2 белая пешка · f2 белая пешка · g2 белая пешка · h2 белая пешка · d1 белая ладья · g1 белый король | b8 чёрная ладья · f8 чёрный король · g8 чёрная ладья · a7 чёрная пешка · b7 чёрный слон · c7 чёрная пешка · d7 белый слон · e7 белый слон · f7 чёрная пешка · h7 чёрная пешка · b6 чёрный слон · f6 белая пешка · c3 белая пешка · f3 чёрный ферзь · a2 белая пешка · f2 белая пешка · g2 белая пешка · h2 белая пешка · d1 белая ладья · g1 белый король | b8 чёрная ладья · f8 чёрный король · g8 чёрная ладья · a7 чёрная пешка · b7 чёрный слон · c7 чёрная пешка · d7 белый слон · e7 белый слон · f7 чёрная пешка · h7 чёрная пешка · b6 чёрный слон · f6 белая пешка · c3 белая пешка · f3 чёрный ферзь · a2 белая пешка · f2 белая пешка · g2 белая пешка · h2 белая пешка · d1 белая ладья · g1 белый король | b8 чёрная ладья · f8 чёрный король · g8 чёрная ладья · a7 чёрная пешка · b7 чёрный слон · c7 чёрная пешка · d7 белый слон · e7 белый слон · f7 чёрная пешка · h7 чёрная пешка · b6 чёрный слон · f6 белая пешка · c3 белая пешка · f3 чёрный ферзь · a2 белая пешка · f2 белая пешка · g2 белая пешка · h2 белая пешка · d1 белая ладья · g1 белый король | b8 чёрная ладья · f8 чёрный король · g8 чёрная ладья · a7 чёрная пешка · b7 чёрный слон · c7 чёрная пешка · d7 белый слон · e7 белый слон · f7 чёрная пешка · h7 чёрная пешка · b6 чёрный слон · f6 белая пешка · c3 белая пешка · f3 чёрный ферзь · a2 белая пешка · f2 белая пешка · g2 белая пешка · h2 белая пешка · d1 белая ладья · g1 белый король | b8 чёрная ладья · f8 чёрный король · g8 чёрная ладья · a7 чёрная пешка · b7 чёрный слон · c7 чёрная пешка · d7 белый слон · e7 белый слон · f7 чёрная пешка · h7 чёрная пешка · b6 чёрный слон · f6 белая пешка · c3 белая пешка · f3 чёрный ферзь · a2 белая пешка · f2 белая пешка · g2 белая пешка · h2 белая пешка · d1 белая ладья · g1 белый король | b8 чёрная ладья · f8 чёрный король · g8 чёрная ладья · a7 чёрная пешка · b7 чёрный слон · c7 чёрная пешка · d7 белый слон · e7 белый слон · f7 чёрная пешка · h7 чёрная пешка · b6 чёрный слон · f6 белая пешка · c3 белая пешка · f3 чёрный ферзь · a2 белая пешка · f2 белая пешка · g2 белая пешка · h2 белая пешка · d1 белая ладья · g1 белый король | 4 |
| 3 | b8 чёрная ладья · f8 чёрный король · g8 чёрная ладья · a7 чёрная пешка · b7 чёрный слон · c7 чёрная пешка · d7 белый слон · e7 белый слон · f7 чёрная пешка · h7 чёрная пешка · b6 чёрный слон · f6 белая пешка · c3 белая пешка · f3 чёрный ферзь · a2 белая пешка · f2 белая пешка · g2 белая пешка · h2 белая пешка · d1 белая ладья · g1 белый король | b8 чёрная ладья · f8 чёрный король · g8 чёрная ладья · a7 чёрная пешка · b7 чёрный слон · c7 чёрная пешка · d7 белый слон · e7 белый слон · f7 чёрная пешка · h7 чёрная пешка · b6 чёрный слон · f6 белая пешка · c3 белая пешка · f3 чёрный ферзь · a2 белая пешка · f2 белая пешка · g2 белая пешка · h2 белая пешка · d1 белая ладья · g1 белый король | b8 чёрная ладья · f8 чёрный король · g8 чёрная ладья · a7 чёрная пешка · b7 чёрный слон · c7 чёрная пешка · d7 белый слон · e7 белый слон · f7 чёрная пешка · h7 чёрная пешка · b6 чёрный слон · f6 белая пешка · c3 белая пешка · f3 чёрный ферзь · a2 белая пешка · f2 белая пешка · g2 белая пешка · h2 белая пешка · d1 белая ладья · g1 белый король | b8 чёрная ладья · f8 чёрный король · g8 чёрная ладья · a7 чёрная пешка · b7 чёрный слон · c7 чёрная пешка · d7 белый слон · e7 белый слон · f7 чёрная пешка · h7 чёрная пешка · b6 чёрный слон · f6 белая пешка · c3 белая пешка · f3 чёрный ферзь · a2 белая пешка · f2 белая пешка · g2 белая пешка · h2 белая пешка · d1 белая ладья · g1 белый король | b8 чёрная ладья · f8 чёрный король · g8 чёрная ладья · a7 чёрная пешка · b7 чёрный слон · c7 чёрная пешка · d7 белый слон · e7 белый слон · f7 чёрная пешка · h7 чёрная пешка · b6 чёрный слон · f6 белая пешка · c3 белая пешка · f3 чёрный ферзь · a2 белая пешка · f2 белая пешка · g2 белая пешка · h2 белая пешка · d1 белая ладья · g1 белый король | b8 чёрная ладья · f8 чёрный король · g8 чёрная ладья · a7 чёрная пешка · b7 чёрный слон · c7 чёрная пешка · d7 белый слон · e7 белый слон · f7 чёрная пешка · h7 чёрная пешка · b6 чёрный слон · f6 белая пешка · c3 белая пешка · f3 чёрный ферзь · a2 белая пешка · f2 белая пешка · g2 белая пешка · h2 белая пешка · d1 белая ладья · g1 белый король | b8 чёрная ладья · f8 чёрный король · g8 чёрная ладья · a7 чёрная пешка · b7 чёрный слон · c7 чёрная пешка · d7 белый слон · e7 белый слон · f7 чёрная пешка · h7 чёрная пешка · b6 чёрный слон · f6 белая пешка · c3 белая пешка · f3 чёрный ферзь · a2 белая пешка · f2 белая пешка · g2 белая пешка · h2 белая пешка · d1 белая ладья · g1 белый король | b8 чёрная ладья · f8 чёрный король · g8 чёрная ладья · a7 чёрная пешка · b7 чёрный слон · c7 чёрная пешка · d7 белый слон · e7 белый слон · f7 чёрная пешка · h7 чёрная пешка · b6 чёрный слон · f6 белая пешка · c3 белая пешка · f3 чёрный ферзь · a2 белая пешка · f2 белая пешка · g2 белая пешка · h2 белая пешка · d1 белая ладья · g1 белый король | 3 |
| 2 | b8 чёрная ладья · f8 чёрный король · g8 чёрная ладья · a7 чёрная пешка · b7 чёрный слон · c7 чёрная пешка · d7 белый слон · e7 белый слон · f7 чёрная пешка · h7 чёрная пешка · b6 чёрный слон · f6 белая пешка · c3 белая пешка · f3 чёрный ферзь · a2 белая пешка · f2 белая пешка · g2 белая пешка · h2 белая пешка · d1 белая ладья · g1 белый король | b8 чёрная ладья · f8 чёрный король · g8 чёрная ладья · a7 чёрная пешка · b7 чёрный слон · c7 чёрная пешка · d7 белый слон · e7 белый слон · f7 чёрная пешка · h7 чёрная пешка · b6 чёрный слон · f6 белая пешка · c3 белая пешка · f3 чёрный ферзь · a2 белая пешка · f2 белая пешка · g2 белая пешка · h2 белая пешка · d1 белая ладья · g1 белый король | b8 чёрная ладья · f8 чёрный король · g8 чёрная ладья · a7 чёрная пешка · b7 чёрный слон · c7 чёрная пешка · d7 белый слон · e7 белый слон · f7 чёрная пешка · h7 чёрная пешка · b6 чёрный слон · f6 белая пешка · c3 белая пешка · f3 чёрный ферзь · a2 белая пешка · f2 белая пешка · g2 белая пешка · h2 белая пешка · d1 белая ладья · g1 белый король | b8 чёрная ладья · f8 чёрный король · g8 чёрная ладья · a7 чёрная пешка · b7 чёрный слон · c7 чёрная пешка · d7 белый слон · e7 белый слон · f7 чёрная пешка · h7 чёрная пешка · b6 чёрный слон · f6 белая пешка · c3 белая пешка · f3 чёрный ферзь · a2 белая пешка · f2 белая пешка · g2 белая пешка · h2 белая пешка · d1 белая ладья · g1 белый король | b8 чёрная ладья · f8 чёрный король · g8 чёрная ладья · a7 чёрная пешка · b7 чёрный слон · c7 чёрная пешка · d7 белый слон · e7 белый слон · f7 чёрная пешка · h7 чёрная пешка · b6 чёрный слон · f6 белая пешка · c3 белая пешка · f3 чёрный ферзь · a2 белая пешка · f2 белая пешка · g2 белая пешка · h2 белая пешка · d1 белая ладья · g1 белый король | b8 чёрная ладья · f8 чёрный король · g8 чёрная ладья · a7 чёрная пешка · b7 чёрный слон · c7 чёрная пешка · d7 белый слон · e7 белый слон · f7 чёрная пешка · h7 чёрная пешка · b6 чёрный слон · f6 белая пешка · c3 белая пешка · f3 чёрный ферзь · a2 белая пешка · f2 белая пешка · g2 белая пешка · h2 белая пешка · d1 белая ладья · g1 белый король | b8 чёрная ладья · f8 чёрный король · g8 чёрная ладья · a7 чёрная пешка · b7 чёрный слон · c7 чёрная пешка · d7 белый слон · e7 белый слон · f7 чёрная пешка · h7 чёрная пешка · b6 чёрный слон · f6 белая пешка · c3 белая пешка · f3 чёрный ферзь · a2 белая пешка · f2 белая пешка · g2 белая пешка · h2 белая пешка · d1 белая ладья · g1 белый король | b8 чёрная ладья · f8 чёрный король · g8 чёрная ладья · a7 чёрная пешка · b7 чёрный слон · c7 чёрная пешка · d7 белый слон · e7 белый слон · f7 чёрная пешка · h7 чёрная пешка · b6 чёрный слон · f6 белая пешка · c3 белая пешка · f3 чёрный ферзь · a2 белая пешка · f2 белая пешка · g2 белая пешка · h2 белая пешка · d1 белая ладья · g1 белый король | 2 |
| 1 | b8 чёрная ладья · f8 чёрный король · g8 чёрная ладья · a7 чёрная пешка · b7 чёрный слон · c7 чёрная пешка · d7 белый слон · e7 белый слон · f7 чёрная пешка · h7 чёрная пешка · b6 чёрный слон · f6 белая пешка · c3 белая пешка · f3 чёрный ферзь · a2 белая пешка · f2 белая пешка · g2 белая пешка · h2 белая пешка · d1 белая ладья · g1 белый король | b8 чёрная ладья · f8 чёрный король · g8 чёрная ладья · a7 чёрная пешка · b7 чёрный слон · c7 чёрная пешка · d7 белый слон · e7 белый слон · f7 чёрная пешка · h7 чёрная пешка · b6 чёрный слон · f6 белая пешка · c3 белая пешка · f3 чёрный ферзь · a2 белая пешка · f2 белая пешка · g2 белая пешка · h2 белая пешка · d1 белая ладья · g1 белый король | b8 чёрная ладья · f8 чёрный король · g8 чёрная ладья · a7 чёрная пешка · b7 чёрный слон · c7 чёрная пешка · d7 белый слон · e7 белый слон · f7 чёрная пешка · h7 чёрная пешка · b6 чёрный слон · f6 белая пешка · c3 белая пешка · f3 чёрный ферзь · a2 белая пешка · f2 белая пешка · g2 белая пешка · h2 белая пешка · d1 белая ладья · g1 белый король | b8 чёрная ладья · f8 чёрный король · g8 чёрная ладья · a7 чёрная пешка · b7 чёрный слон · c7 чёрная пешка · d7 белый слон · e7 белый слон · f7 чёрная пешка · h7 чёрная пешка · b6 чёрный слон · f6 белая пешка · c3 белая пешка · f3 чёрный ферзь · a2 белая пешка · f2 белая пешка · g2 белая пешка · h2 белая пешка · d1 белая ладья · g1 белый король | b8 чёрная ладья · f8 чёрный король · g8 чёрная ладья · a7 чёрная пешка · b7 чёрный слон · c7 чёрная пешка · d7 белый слон · e7 белый слон · f7 чёрная пешка · h7 чёрная пешка · b6 чёрный слон · f6 белая пешка · c3 белая пешка · f3 чёрный ферзь · a2 белая пешка · f2 белая пешка · g2 белая пешка · h2 белая пешка · d1 белая ладья · g1 белый король | b8 чёрная ладья · f8 чёрный король · g8 чёрная ладья · a7 чёрная пешка · b7 чёрный слон · c7 чёрная пешка · d7 белый слон · e7 белый слон · f7 чёрная пешка · h7 чёрная пешка · b6 чёрный слон · f6 белая пешка · c3 белая пешка · f3 чёрный ферзь · a2 белая пешка · f2 белая пешка · g2 белая пешка · h2 белая пешка · d1 белая ладья · g1 белый король | b8 чёрная ладья · f8 чёрный король · g8 чёрная ладья · a7 чёрная пешка · b7 чёрный слон · c7 чёрная пешка · d7 белый слон · e7 белый слон · f7 чёрная пешка · h7 чёрная пешка · b6 чёрный слон · f6 белая пешка · c3 белая пешка · f3 чёрный ферзь · a2 белая пешка · f2 белая пешка · g2 белая пешка · h2 белая пешка · d1 белая ладья · g1 белый король | b8 чёрная ладья · f8 чёрный король · g8 чёрная ладья · a7 чёрная пешка · b7 чёрный слон · c7 чёрная пешка · d7 белый слон · e7 белый слон · f7 чёрная пешка · h7 чёрная пешка · b6 чёрный слон · f6 белая пешка · c3 белая пешка · f3 чёрный ферзь · a2 белая пешка · f2 белая пешка · g2 белая пешка · h2 белая пешка · d1 белая ладья · g1 белый король | 1 |
|   | a | b | c | d | e | f | g | h |   |

Последний ход чёрных долго считался ошибкой после того, как якобы правильный ход в 1898 году предложил немецкий шахматный мастер Пауль Липке 19. …Лg8-g4. Липке подробно рассмотрел четыре продолжения 20. Се4, 20. Ле4 20. Сс4 и 20. с4, сделав вывод, что в лучшем случае Андерсен мог добиться только ничьей.
Спустя четверть века Эмануил Ласкер одобрил в своём «Учебнике шахматной игры» предложенный Липке спасительный ответ чёрных и подверг критике девятнадцатый ход белых. По его мнению, победным являлся ход 19. Се4. Ласкер предложил три победных варианта: 19...d5 20. С:d5 Ф:d5 21. Лаd1; 19...Лg4. 20. Фс2; 19...Фh3 20. g3 Л:g3. 21. hg Ф:g3+ 22. Крh1 C:f2 23. Ле2.
Но впоследствии анализ Липке был опровергнут О. Гоппе и Г. Гекнером. В двух из его вариантов белые на самом деле выигрывали. Ошибочным оказался и анализ Ласкера. После «победных» ходов 19. Се4 Фh3 20. g3 Л:g3. 21. hg Ф:g3+ 22. Крh1 C:f2 23. Ле2 чёрные вовсе не проигрывали, а контрударом 23...Кd4! сами добивались победы.
20.Лe1:e7+ Кc6:e7
Чёрные попадают под матовую атаку. В этой ситуации лучший ход чёрных 20. …Крe8-d8, хотя и помогает им спастись от немедленного мата, но не от поражения, что доказал Рихард Рети.
21.Фa4:d7+ Крe8:d7
22.Сd3-f5++ Крd7-e8
23.Сf5-d7+ Крe8-f8
24.Сa3:e7х